# 82-я гвардейская стрелковая дивизия
82-я гварде́йская стрелко́вая Запорожская Краснознамённая ордена Богдана Хмельницкого диви́зия — воинское соединение РККА, принимавшее участие в Великой Отечественной войне.

## История образования
Преобразована из 321 стрелковой дивизии 2-го формирования 19 марта 1943 года.
Новая нумерация частям дивизии присвоена 11 апреля 1943 года.

## Участие в боевых действиях

### 1945 год
Занимают оборону на рубеже Богушков, Грабув, Залесны. 11 января 1945 года дивизия, усиленная 46-й минометной бригадой, 1504-м легким самоходным артполком и двумя батареями 351-го тяжелого гаубичного артполка, заняла исходное положение для наступления. Перед командованием дивизии ставилась задача: прорвать вражескую оборону на участке Геленув, Генрикув и, наступая в направлении Зелонка, Крушины, выйти основными силами на шоссе в районе Урбанув, Бернце, Шляхецке, а передовыми отрядами на рубеж Кадлубек, Трамбуки. 14-го января части дивизии переходят в наступление по всей полосе рубежа. Перерезав железную дорогу Варка-Радом, стремительно выходит на рубеж Кадлубек-Новы, Кадлубек, Францишкув, Езерно.
С 19-го января, преследуя врага, дивизия возобновляет наступление и освобождает г. Лодзь, продвигается на Згеж. Овладев городами Згеж, Шварзенец, гвардейцы в авангарде 29-го гвардейского ск двинулись на Познань.
23.1.1945 г. части дивизии натолкнулись на упорное сопротивление гитлеровцев, занявших оборону перед внешним оборонительным обводом города-крепости. В течение 6-ти суток полкам удалось овладеть рубежом Яниково, Глувенец, Зеленец. С 1-го февраля дивизия приступает к штурму Познани. Враг упорно сопротивляется.
К 16.2.1945 г. дивизия передала свой боевой участок 27-й гв.сд и завершила перегруппировку на юго-западные подступы к цитадели. Перед линией наступления дивизии стояла вражеская «Группа Эвереста». С 18-го февраля дивизия снова переходит к штурму крепости, 23-го – Познань пала. 24-го февраля, передав город 2-й штурмовой бригаде, дивизия вышла на марш по маршруту Познань-Шлехен-Пинне-Кема-Варцбаум-Бетше-Мезеритц-Радах и сосредотачивается в районе крепости Кюстрин. Здесь дивизия выводиться в резерв, пополняется, отдыхает.
С 26-го марта 1945 года 82-я гвардейская ведет бои по овладению Кюстрином. 29-го марта штурмовые отряды ворвались в крепость и очистили ее от противника.
Овладев крепостью, дивизия оставила там один батальон, а все остальные части и подразделения сосредоточились на заодерском плацдарме. Командный пункт дивизии находился северо-восточнее Зееловских высот, в районе Запцига.
С 18-го апреля дивизия на рубеже леса Гузовер ведет наступление на Берлин. Так, форсировав реку Флисе, гвардейцы обходным маневром с востока и севера захватили важный опорный пункт врага – Янсфельде.
С 19-го – дивизия в составе 29-го гв. ск 8-й гвардейской армии развивает наступление вдоль Берлинского шоссе в направлении Мюнхенберга. Захватив Мюнхенберг, дивизия выходит в тылы группировки противника, все еще оказывающего сопротивление частям 8-й гвардейской армии у Зееловских высот.
23.4.1945 г. части дивизии форсируют Шпрее, 25-го – овладели Темпельхофом. 28-го апреля форсируют Ландвер-канал, ведут бои у Ангальтского и Потсдамского вокзалов. Бои здесь затянулись на 4 суток, а 1-го мая в 15.00 гарнизон Берлина капитулировал.
2.5.1945 г. дивизия за успешные боевые действия по овладению Берлином награждается орденом Красного Знамени.
10.5.1945 г. дивизия в составе 29-го гвардейского ск выводится из Берлина и сосредотачивается в районе Ошатца – городе Риза.

## Подчинение
| Дата            | Фронт (округ)         | Армия                 | Корпус (группа)                    | Примечания |
| --------------- | --------------------- | --------------------- | ---------------------------------- | ---------- |
| 01.04.1943 года | Юго-Западный фронт    | 5-я танковая армия    | -                                  | -          |
| 01.05.1943 года | Юго-Западный фронт    | 62-я армия            | -                                  | -          |
| 01.06.1943 года | Юго-Западный фронт    | 8-я гвардейская армия | 29-й гвардейский стрелковый корпус | -          |
| 01.07.1943 года | Юго-Западный фронт    | 8-я гвардейская армия | 29-й гвардейский стрелковый корпус | -          |
| 01.08.1943 года | Юго-Западный фронт    | 8-я гвардейская армия | 29-й гвардейский стрелковый корпус | -          |
| 01.09.1943 года | Юго-Западный фронт    | 8-я гвардейская армия | 29-й гвардейский стрелковый корпус | -          |
| 01.10.1943 года | Юго-Западный фронт    | 8-я гвардейская армия | 29-й гвардейский стрелковый корпус | -          |
| 01.11.1943 года | 3-й Украинский фронт  | 8-я гвардейская армия | 29-й гвардейский стрелковый корпус | -          |
| 01.12.1943 года | 3-й Украинский фронт  | 8-я гвардейская армия | 29-й гвардейский стрелковый корпус | -          |
| 01.01.1944 года | 3-й Украинский фронт  | 8-я гвардейская армия | 29-й гвардейский стрелковый корпус | -          |
| 01.02.1944 года | 3-й Украинский фронт  | 8-я гвардейская армия | 29-й гвардейский стрелковый корпус | -          |
| 01.03.1944 года | 3 Украинский фронт    | 8-я гвардейская армия | 29-й гвардейский стрелковый корпус | -          |
| 01.04.1944 года | 3 Украинский фронт    | 8-я гвардейская армия | 29-й гвардейский стрелковый корпус | -          |
| 01.05.1944 года | 3 Украинский фронт    | 8-я гвардейская армия | 29-й гвардейский стрелковый корпус | -          |
| 01.06.1944 года | 3 Украинский фронт    | 8-я гвардейская армия | 29-й гвардейский стрелковый корпус | -          |
| 01.07.1944 года | 1-й Белорусский фронт | 8-я гвардейская армия | 29-й гвардейский стрелковый корпус | -          |
| 01.08.1944 года | 1-й Белорусский фронт | 8-я гвардейская армия | 29-й гвардейский стрелковый корпус | -          |
| 01.09.1944 года | 1-й Белорусский фронт | 8-я гвардейская армия | 29-й гвардейский стрелковый корпус | -          |
| 01.10.1944 года | 1-й Белорусский фронт | 8-я гвардейская армия | 29-й гвардейский стрелковый корпус | -          |
| 01.11.1944 года | 1-й Белорусский фронт | 8-я гвардейская армия | 29-й гвардейский стрелковый корпус | -          |
| 01.12.1944 года | 1-й Белорусский фронт | 8-я гвардейская армия | 29-й гвардейский стрелковый корпус | -          |
| 01.01.1945 года | 1-й Белорусский фронт | 8-я гвардейская армия | 29-й гвардейский стрелковый корпус | -          |
| 01.02.1945 года | 1-й Белорусский фронт | 8-я гвардейская армия | 29-й гвардейский стрелковый корпус | -          |
| 01.03.1945 года | 1-й Белорусский фронт | 8-я гвардейская армия | 29-й гвардейский стрелковый корпус | -          |
| 01.04.1945 года | 1-й Белорусский фронт | 8-я гвардейская армия | 29-й гвардейский стрелковый корпус | -          |
| 01.05.1945 года | 1-й Белорусский фронт | 8-я гвардейская армия | 29-й гвардейский стрелковый корпус | -          |

## Периоды вхождения в состав Действующей армии
- 19.03.1943 — 7.06.1944 ;
- 15.06.1944 — 9.05.1945.

## Послевоенный период
По окончании Великой Отечественной войны дивизия в составе 29 гвардейского стрелкового корпуса 8 гвардейской армии входит в Группу советских оккупационных войск в Германии.
Летом 1946 года дивизия расформирована.

## Состав
- 242 гвардейский стрелковый полк[1]
- 244 гвардейский стрелковый полк[1]
- 246 гвардейский стрелковый полк[1]
- 185 гвардейский артиллерийский полк[4]
- 86 отдельный гвардейский истребительно-противотанковый дивизион[5]
- 489 зенитная батарея (до 11 апреля 1943 года)
- 83 отдельная гвардейская разведывательная рота[6]
- 91 отдельный гвардейский сапёрный батальон[7]
- 111 отдельный гвардейский батальон связи[8]
- 591 (88) отдельный медико-санитарный батальон
- 85 отдельная гвардейская рота химической защиты[9]
- 735 автотранспортная рота (до 20 января 1945 года — 87 автотранспортная рота[10]
- 666 (84) полевая хлебопекарня
- 692 (80) дивизионный ветеринарный лазарет
- 1857 полевая почтовая станция
- 1176 полевая касса Государственного банка

Периоды вхождения в состав Действующей армии:
- 19 марта 1943 года — 7 июня 1944 года;
- 15 июня 1944 года — 9 мая 1945 года.

## Командование дивизии
Командиры дивизии:
- Макаренко, Иван Алексеевич (19.03.1943 — 01.04.1944), гвардии генерал-майор
- Карнаухов, Матвей Яковлевич (02.04.1944 — 08.05.1944), гвардии подполковник
- Хетагуров, Георгий Иванович (09.05.1944 — 23.04.1945), гвардии генерал-майор
- Дука, Михаил Ильич (24.04.1945 — .1946), гвардии генерал-майор

Начальники штаба:
- Мандрыка А. Г., гвардии подполковник, май 1944 — ??

Начальники политического отдела:
- Гончаров Г. А., гвардии подполковник, май 1944 — ??

Командующие артиллерией дивизии:
- гвардии подполковник Зотов П. М.

## Награды
- Почётное звание «Гвардейская» — присвоено при формировании 19.03.1943 года
- Почётное наименование «Запорожская». Приказ ВГК от 14.10.1943 года. В ознаменование одержанной победы и отличие в боях за освобождение города Запорожье.
- Орден Богдана Хмельницкого II степени — Указ ПВС СССР от 20 апреля 1944 года[12] (объявлено приказом заместителя НКО СССР от 14 мая 1944 г. № 0123) . За образцовое выполнение заданий командования в боях с немецкими захватчиками при освобождении города Одессы и проявленные при этом доблесть и мужество. Орден был вручён 12 июня 1944 года командующим 8 гвардейской армии гвардии генерал-полковником В. И. Чуйковым.[13]
- Орден Красного Знамени — Указ Президиума Верховного Совета СССР от 28 мая 1945 г.[14] (объявлено приказом НКО СССР от 28 июня 1945 г. № 0120) За образцовое выполнение заданий командования в боях при прорыве обороны немцев и наступлении на Берлин и проявленные при этом доблесть и мужество.

Награды частей дивизии:
- 242 гвардейский стрелковый Лодзинский[15] Краснознамённый[16] ордена Суворова[17] полк
- 244 гвардейский стрелковый Берлинский[18] Краснознамённый[16] ордена Кутузова[19] полк
- 246 гвардейский стрелковый Познанский[20] Краснознамённый[16] ордена Суворова[17] полк
- 185 гвардейский артиллерийский Познанский[20] Краснознамённый[16] ордена Кутузова[17] полк
- 86 отдельный гвардейский истребительно-противотанковый ордена Александра Невского[19] дивизион
- 91-й отдельный гвардейский сапёрный ордена Александра Невского[17] батальон

## Отличившиеся воины
В годы Великой Отечественной войны 14-ти воинам было присвоено звание Героя Советского Союза, 34 воина являются кавалерами ордена Славы трёх степеней.
Произведено награждений орденами СССР не меньше:
- орден Ленина — 37
- орден Красного Знамени — 269
- орден Суворова II степени — 1
- орден Богдана Хмельницкого II степени — 1
- орден Суворова III степени — 5
- орден Кутузова III степени — 2
- орден Богдана Хмельницкого III степени — 36
- орден Александра Невского — 84
- орден Отечественной войны I степени — 321
- орден Отечественной войны II степени — 1024
- орден Красной Звезды — 1720
- орден Славы I степени — 34
- орден Славы II степени- 394
- орден Славы III степени — 2193

 Герои Советского Союза:
- Абрамов, Шетиель Семёнович, гвардии капитан, заместитель командира стрелкового батальона 246 гвардейского стрелкового полка по строевой части
- Андреев, Александр Васильевич, гвардии младший лейтенант, командир взвода разведки 83 отдельной гвардейской разведывательной роты
- Беляев, Борис Владимирович, гвардии майор, командир 3 батальона 246 гвардейского стрелкового полка. Погиб при штурме Познани.
- Дешин, Николай Иванович, гвардии старший сержант, командир орудия 86 отдельного гвардейского истребительно-противотанкового дивизиона.
- Иванов, Михаил Романович, гвардии старший лейтенант, командир стрелковой роты 242 гвардейского стрелкового полка.
- Иванов, Николай Семёнович, гвардии сержант, помощник командира взвода 246 гвардейского стрелкового полка. Тяжело ранен при штурме Познани.
- Каспарьян, Сурен Акопович, гвардии сержант, наводчик орудия 86 отдельного гвардейского истребительно-противотанкового дивизиона.
- Плякин, Александр Васильевич, гвардии майор, командир 246 гвардейского стрелкового полка.
- Сарычев, Фёдор Кузьмич, гвардии капитан, командир 2 батальона 244 гвардейского стрелкового полка. Погиб при штурме Познани.
- Сухоруков, Иван Фёдорович, гвардии полковник, командир 242 гвардейского стрелкового полка.
- Фомин, Владимир Васильевич, гвардии старшина, санитарный инструктор 246 гвардейского стрелкового полка
- Хетагуров, Георгий Иванович, гвардии генерал-майор артиллерии, командир дивизии.
- Шарко, Николай Филиппович, гвардии капитан, командир стрелковой роты 2 стрелкового батальона 244 гвардейского стрелкового полка.
- Щур, Феодосий Андреевич, гвардии старшина, помощник командира стрелкового взвода 244 гвардейского стрелкового полка.

 Кавалеры ордена Славы трёх степеней.
- Аксаков, Николай Николаевич, гвардии рядовой, старший телефонист роты связи 244 гвардейского стрелкового полка.
- Бушкин, Пётр Иванович, гвардии сержант, командир миномётного расчёта 246 гвардейского стрелкового полка
- Быков, Иван Иванович, гвардии ефрейтор, разведчик 185 гвардейского артиллерийского полка
- Глущенко, Антон Илларионович, гвардии младший сержант, командир расчёта 45-мм орудия 242 гвардейского стрелкового полка
- Долженко, Александр Фёдорович, гвардии сержант, наводчик 82-мм миномёта 244 гвардейского стрелкового полка
- Дьяченко, Андрей Фёдорович, гвардии старшина, помощник командира разведывательного взвода 83 отдельной гвардейской разведывательной роты.
- Жамков, Алексей Иванович, гвардии ефрейтор, разведчик 83 отдельной гвардейской разведывательной роты
- Збарацкий, Яков Порфирьевич — гвардии сержант, наводчик 45-мм пушки 244 гвардейского стрелкового полка
- Исманов, Хусаин, гвардии сержант, наводчик орудия 86 отдельного гвардейского истребительно-противотанкового дивизиона
- Ковалёв, Алексей Леонтьевич, гвардии младший сержант, разведчик 83 отдельной гвардейской разведывательной роты
- Коршунов, Пётр Иванович, гвардии сержант, наводчик орудия 86 отдельного гвардейского истребительно-противотанкового дивизиона
- Краснухин, Алексей Григорьевич, старший сержант, командир отделения 362 отдельной армейской штрафной роты
- Кудрявцев, Алексей Прокопьевич, гвардии младший сержант, телефонист 244 гвардейского стрелкового полка
- Кузнецов, Иван Филиппович, гвардии младший сержант, командир орудийного расчёта 185 гвардейского артиллерийского полка
- Любимов, Александр Владимирович, гвардии сержант, разведчик взвода пешей разведки 246 гвардейского стрелкового полка
- Овчинников, Сергей Ильич, гвардии старший сержант, командир расчёта 45-мм пушки 246 гвардейского стрелкового полка
- Палкин, Николай Григорьевич, гвардии старшина, старшина роты 242 гвардейского стрелкового полка
- Пеньков, Василий Петрович, гвардии сержант, командир орудийного расчёта 185 гвардейского артиллерийского полка
- Перевозников, Никита Иосифович, гвардии старший сержант, разведчик 244 гвардейского стрелкового полка
- Перекрестов, Александр Яковлевич, гвардии сержант, телефонист 244 гвардейского стрелкового полка.
- Петров, Василий Александрович, гвардии рядовой, сапёр 246 гвардейского стрелкового полка.
- Посохов, Фёдор Фёдорович, гвардии ефрейтор, разведчик 83 отдельной гвардейской разведывательной роты
- Райденко, Алексей Александрович, гвардии сержант, командир орудийного расчёта батареи 45 мм пушек 246 гвардейского стрелкового полка.
- Россихин, Евсей Фадеевич, гвардии старший сержант, командир миномётного расчёта батареи 120 мм миномётов 244 гвардейского стрелкового полка
- Свищев, Николай Александрович, гвардии старший сержант, командир орудийного расчёта 185 гвардейского артиллерийского полка.
- Сидоров, Александр Филиппович, гвардии старший сержант, командир орудийного расчёта 185 гвардейского артиллерийского полка.
- Сизиков, Василий Савельевич, гвардии сержант, командир расчёта 76-и мм орудия 244 гвардейского стрелкового полка.
- Сотников Михаил Васильевич, гвардии ефрейтор, сапёр 91 отдельного гвардейского сапёрного батальона.
- Суворов, Николай Фёдорович, гвардии старший сержант, командир отделения разведки 185 гвардейского артиллерийского полка.
- Филатов, Михаил Фёдорович, гвардии старший сержант, командир сапёрного взвода 246 гвардейского стрелкового полка.
- Черноконь, Евтропий Иванович, гвардии ефрейтор, орудийный номер 185 гвардейского артиллерийского полка.
- Шелепов, Николай Александрович, гвардии младший сержант, наводчик орудия 86 отдельного гвардейского истребительно-противотанкового дивизиона.
- Юдин, Павел Александрович, гвардии старший сержант, командир расчёта 45 мм пушки 244 гвардейского стрелкового полка.
- Ярыгин, Иван Яковлевич, гвардии рядовой, старший радиотелеграфист взвода управления дивизиона 185 гвардейского артиллерийского полка.

| - гвардии майор Башарымов Евдоким Емельянович, командир стрелкового батальона 244 гвардейского стрелкового полка. Награждён орденом Красного Знамени. Приказ Военного Совета 8 гвардейской армии № 661/нот 28.05.1945 года. - гвардии старший сержант Бессонов Дмитрий Тарасович, командир орудийного расчёта 185 гвардейского артиллерийского полка. Награждён орденом Красного Знамени. Приказ Военного Совета 8 гвардейской армии № 210/н от 6 апреля 1944 года. - гвардии старший сержант Вальков Николай Михайлович, командир орудийного расчёта 86 отдельного гвардейского истребительно-противотанкового дивизиона. Награждён орденом Красного Знамени. Приказ Военного Совета 8 гвардейской армии № 695/н от 7 июня 1945 года. - гвардии капитан Захаров Константин Александрович, командир батареи 175 гвардейского артиллерийского полка. Награждён орденом Красного Знамени. Приказ Военного Совета 8 гвардейской армии № 634/н от 15 мая 1945 года. - гвардии ефрейтор Зорин Яков Фёдорович, наводчик орудия 185 гвардейского артиллерийского полка. Награждён орденом Красного Знамени. Приказ Военного Совета 8 гвардейской армии № 634/н от 15 мая 1945 года. - гвардии сержант Иванов Николай Фомич, помощник командира стрелкового взвода 242 гвардейского стрелкового полка. Награждён орденом Красного Знамени. Приказ Военного Совета 8 гвардейской армии № 612/н от 7 мая 1945 года. - гвардии лейтенант Игнатьев Виталий Павлович, командир миномётного взвода 246 гвардейского стрелкового полка. Награждён орденом Красного Знамени. Приказ Военного Совета 8 гвардейской армии № 737/н от 14 июня 1945 года. - гвардии старший сержант Каленов Виктор Павлович, командир взвода управления 185 гвардейского артиллерийского полка. Награждён орденом Красного Знамени. Приказ Военного Совета 8 гвардейской армии № 21/н от 13 апреля 1944 года. - гвардии старший лейтенант Каплин Иван Павлович, командир стрелковой роты 242 гвардейского стрелкового полка. Награждён орденом Красного Знамени. Приказ Военного Совета 8 гвардейской армии № 238/н от 12 июня 1944 года. - гвардии майор Кондратюк Владимир Иванович, командир 91 отдельного гвардейского сапёрного батальона. Награждён орденом Красного Знамени. Приказ Военного Совета 8 гвардейской армии № 661/н от 28 мая 1945 года. - гвардии сержант Кривоспицкий Пантелей Егорович, командир отделения 91 отдельного гвардейского сапёрного батальона. Награждён орденом Отечественной войны 1 степени.. Приказ Военного Совета 8 гвардейской армии № 574/н от 13 апреля 1945 года. - гвардии рядовой Мазин Иван Кузьмич, санитар стрелкового батальона 242 гвардейского стрелкового полка. Награждён орденом Красного Знамени. Приказ Военного Совета 8 гвардейской армии № 723/н от 11 июня 1945 года. | - гвардии старший лейтенант Науменко Пётр Иванович, командир стрелковой роты 242 гвардейского стрелкового полка. Награждён орденом Красного Знамени. Приказ Военного Совета 8 гвардейской армии № 640/н от 18 мая 1945 года. - гвардии старший сержант Незаматдинов Атамурат, командир отделения 246 гвардейского стрелкового полка. Награждён орденом Красного Знамени. Приказ Военного Совета 8 гвардейской армии № 549/н от 26 января 1945 года. - гвардии младший сержант Пермяков Николай Васильевич, наводчик орудия 185 гвардейского артиллерийского полка. Награждён орденом Красного Знамени. Приказ Военного Совета 8 гвардейской армии № 634/н от 15 мая 1945 года. - гвардии старший лейтенант Плуталов Фёдор Прокофьевич, командир стрелковой роты 246 гвардейского стрелкового полка. Награждён орденом Красного Знамени. Приказ Военного Совета 8 гвардейской армии № 277/н от 14 августа 1944 года. - гвардии рядовой Попов Александр Поликарпович, стрелок 244 гвардейского стрелкового полка. Награждён орденом Красного Знамени. Приказ Военного Совета 8 гвардейской армии № 640/н от 18 мая 1945 года. - гвардии красноармеец Прудников Георгий Фёдорович, стрелок-фаустник 242 гвардейского стрелкового полка. Награждён орденом Красного Знамени. Приказ Военного Совета 8 гвардейской армии № 640/н от 18 мая 1945 года. - гвардии младший лейтенант Синельников Пётр Александрович, командир взвода автоматчиков 246 гвардейского стрелкового полка. Награждён орденом Красного Знамени. Приказ Военного Совета 8 гвардейской армии № 277/н от 14 августа 1944 года. - гвардии старший лейтенант Слюсарь Александр Иванович, командир артиллерийской батареи 185 гвардейского артиллерийского полка. Награждён орденом Красного Знамени. Приказ Военного Совета 8 гвардейской армии № 632/н от 15 мая 1945 года. - гвардии младший сержант Стругачев Леонид Семёнович, командир отделения 246 гвардейского стрелкового полка. Награждён орденом Красного Знамени. Приказ Военного Совета 8 гвардейской армии № 549/н от 26 января 1945 года. - гвардии младший лейтенант Ступников Иван Григорьевич, командир взвода автоматчиков 246 гвардейского стрелкового полка. Награждён орденом Красного Знамени. Приказ Военного Совета 8 гвардейской армии № 552/н от 31 марта 1945 года. - гвардии капитан Фатеев Иван Михайлович, командир пулемётной роты 244 гвардейского стрелкового полка. Награждён орденом Красного Знамени. Приказ Военного Совета 8 гвардейской армии № 730/н от 14 июня 1945 года. - гвардии сержант Шелепов Николай Александрович, наводчик орудия 86 отдельного гвардейского истребительно-противотанкового дивизиона. Награждён орденом Красного Знамени. Приказ Военного Совета 8 гвардейской армии № 632/н от 15 мая 1945 года. |

| Орден Суворова II степени: - гвардии подполковник Зотов Павел Михайлович, командующий артиллерией дивизии. Указ Президиума Верховного Совета СССР от 31 мая 1945 года Орден Богдана Хмельницкого II степени: - гвардии подполковник Павленко, Константин Филатович, командир 244 гвардейского стрелкового полка .Указ Президиума Верховного Совета СССР от 31 мая 1945 года. Орден Суворова III степени: - гвардии майор Никитин Роман Фёдорович, командир стрелкового батальона 242 гвардейского стрелкового полка. Приказ Военного Совета 1 Белорусского фронта № 589/н от 28 мая 1945 года. - гвардии полковник Носков Сергей Петрович, командир 242 гвардейского стрелкового полка. Приказ Военного Совета 1 Белорусского фронта № 459/н от 21.02.1945 года. - гвардии майор Репин Пётр Степанович, командир дивизиона 86 отдельного гвардейского истребительно-противотанкового дивизиона. Приказ Военного Совета 1 Белорусского фронта № 390/н от 17.12.1944 года - гвардии старший лейтенант Рунов Иван Иванович, командир стрелковой роты 242 гвардейского стрелкового полка. Приказ Военного Совета 1 Белорусского фронта № 371/н от 23 ноября 1944 года. - гвардии лейтенант Ступников Иван Григорьевич, командир стрелковой роты 246 гвардейского стрелкового полка. Приказ Военного Совета 1 Белорусского фронта № 605/н от 3 июня 1945 года. | Орден Кутузова III степени: - гвардии старший лейтенант Бердников Виктор Иванович, командир миномётной роты 246 гвардейского стрелкового полка. Приказ Военного Совета 1 Белорусского фронта № 680/н от 30 июня 1945 года. - гвардии майор Дудко Алексей Евдокимович, начальник штаба 242 гвардейского стрелкового полка. Приказ Военного Совета 1 Белорусского фронта № 502/н от 7 марта 1945 года. |